# Dálnice v Belgii

Schéma dálniční dítě v Belgii

Celková délka dálnic v Belgii je 1 747 km. Nejvyšší povolená rychlost na dálnicích je pro osobní automobily 120 km/h. Dálniční poplatky v Belgii neexistují, zpoplatněn je pouze tunel Liefkenshoektunnel v Antverpách a to prostřednictvím mýta. Většina belgických dálnic jsou tříproudové a jsou osvětlené i v noci, protože v době mimo špičku je v Belgii přebytek jaderné energie. Belgie má po Nizozemsku druhou nejhustší síť dálnic v Evropě. Ty jsou využívány řidiči mnoha národností, země se nachází na významné dopravní křižovatce, která propojuje západní Evropu. Od roku 1989 jsou místní dálnice pod správou všech tří belgických regionů: Vlámska, Bruselu a Valonska.

## Seznam dálnic

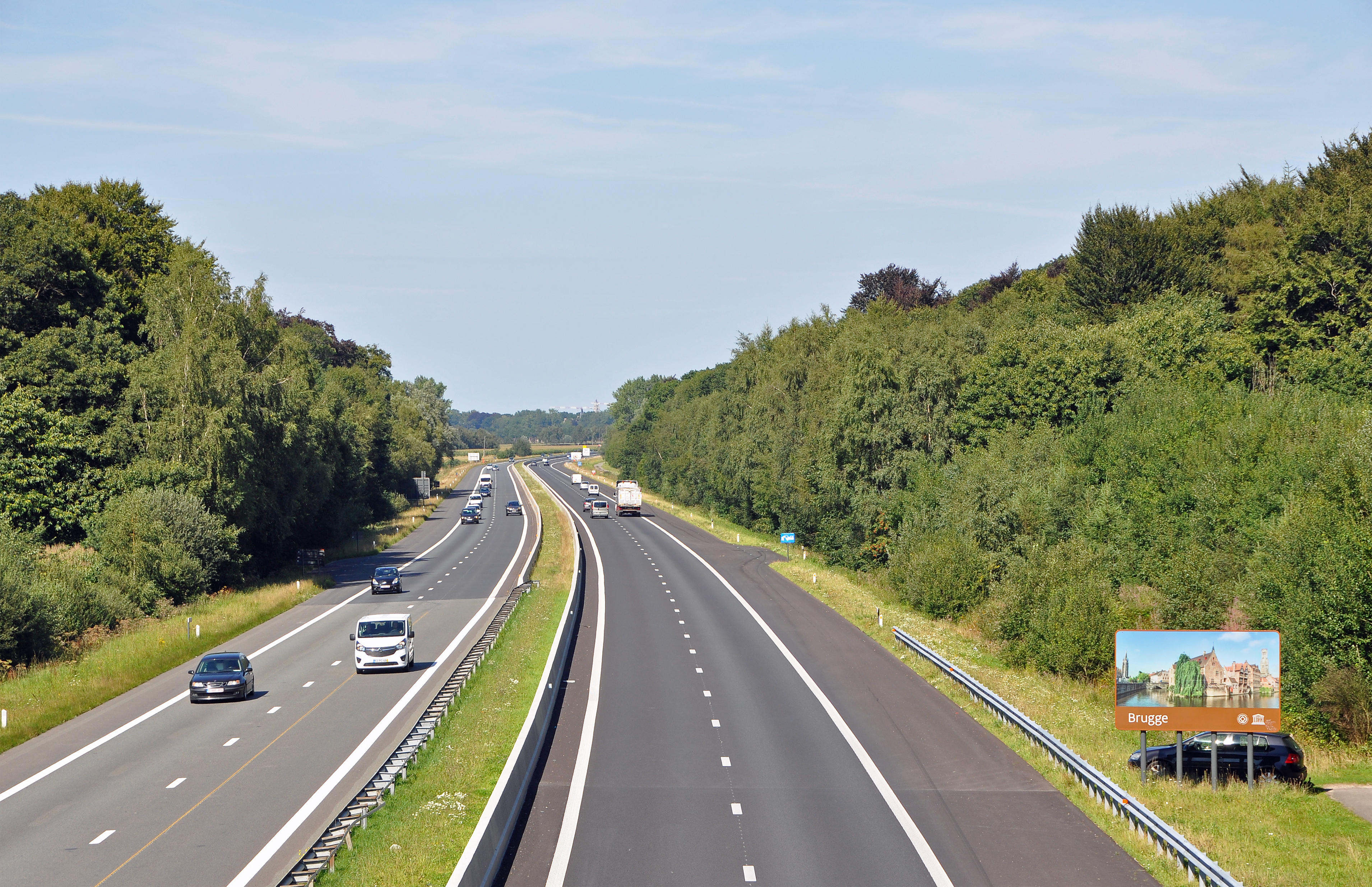
Dálnice A17 v Belgii, Bruggy

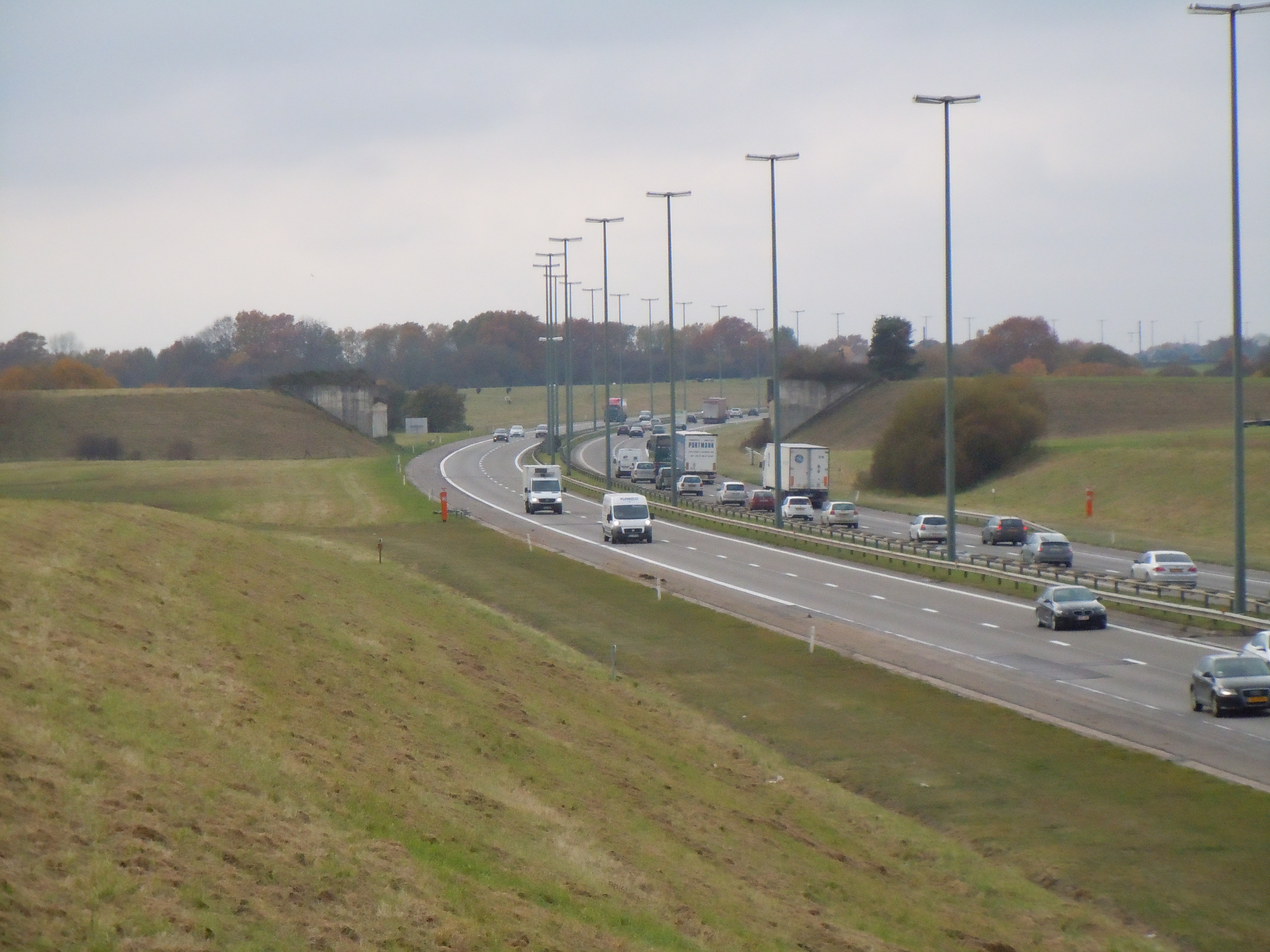
Dálnice A4 v Arlonu

Rychlostní limity v Belgii

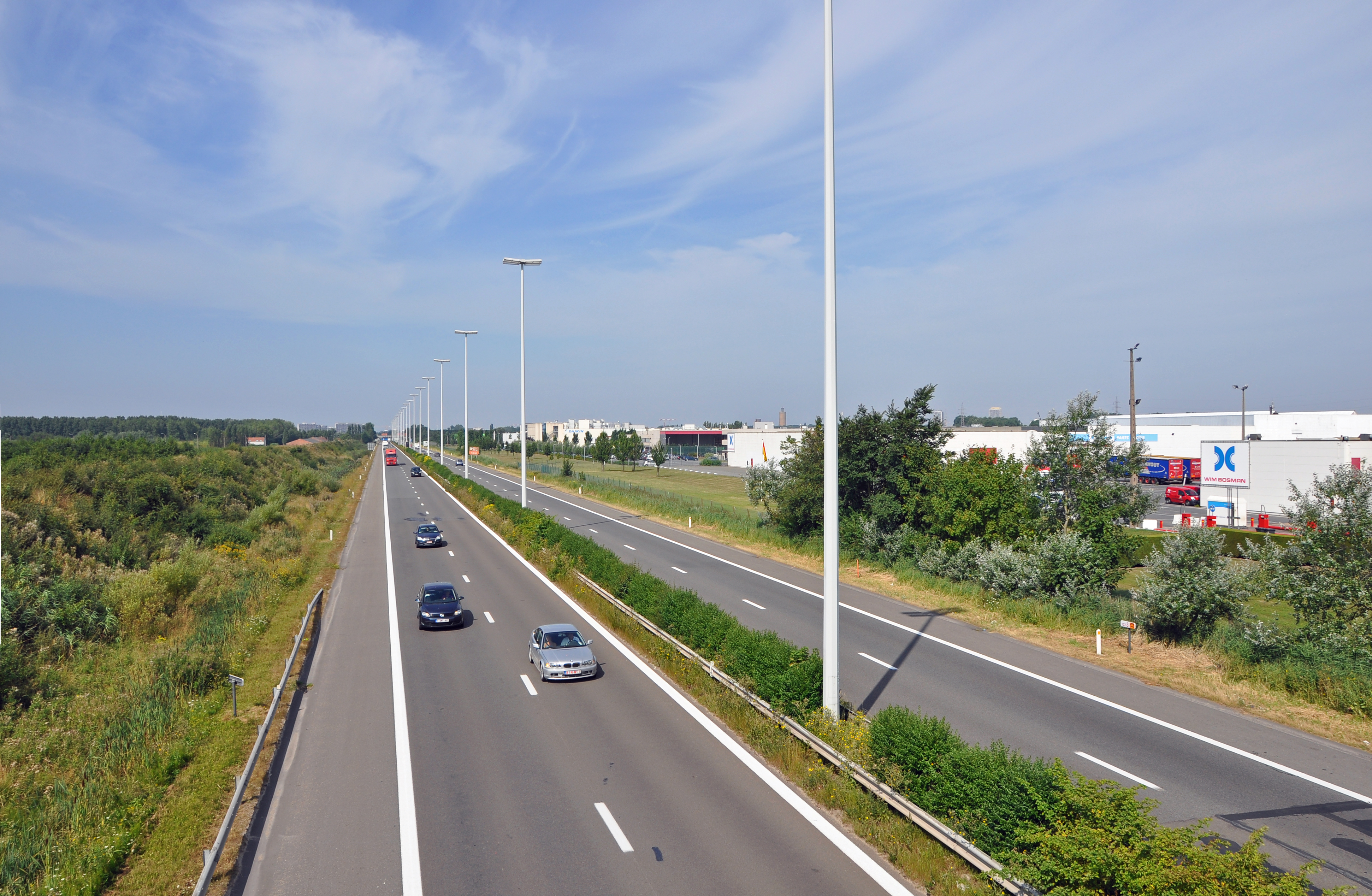
Belgická dálnice A10

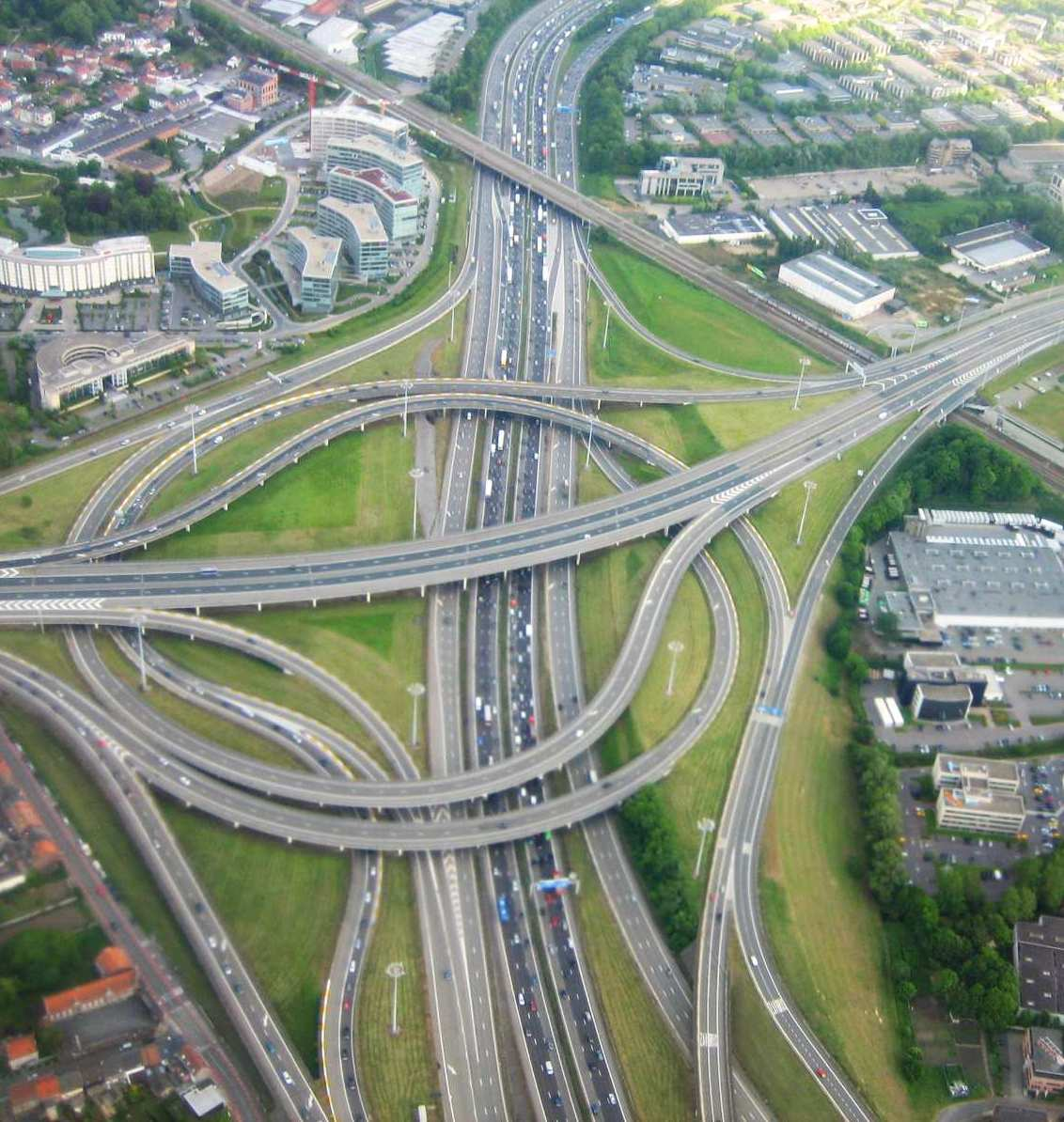
R0

Dálnice jsou v Belgii označovány písmenem A (autosnelweg - nizozemsky dálnice, l'autoroute - francouzsky dálnice, autobahn - německy dálnice).                                                                                                                                                                                                                 
| Číslo        | Mapa              | Trasa                                                        | Celková délka (km) |
| ------------ | ----------------- | ------------------------------------------------------------ | ------------------ |
| Dálnice A1   | Mapa Dálnice A1   | Brusel - Antverpy - Nizozemsko (Dálnice A16)                 | 70                 |
| Dálnice A2   | Mapa Dálnice A2   | Lovaň - Genk - Nizozemsko (Dálnice A76)                      | 88                 |
| Dálnice A3   | Mapa Dálnice A3   | Brusel - Tervuren - Herve - Německo (Dálnice A44)            | 134                |
| Dálnice A4   | Mapa Dálnice A4   | Brusel - Mons - Lucembursko (Dálnice A6)                     | 61                 |
| Dálnice A7   | Mapa Dálnice A7   | Halle - Tournai - Francie (Dálnice A2)                       | 73                 |
| Dálnice A8   | Mapa Dálnice A8   | Brusel - Hal - Tournai - Nizozemsko (Dálnice A27)            | 73                 |
| Dálnice A10  | Mapa Dálnice A10  | Brusel - Gent - Bruggy - Ostende                             | 104                |
| Dálnice A11  | Mapa Dálnice A11  | Antverpy - Bruggy                                            | 59                 |
| Dálnice A12  | Mapa Dálnice A12  | Brusel - Wilrijk - Antverpy - Nizozemsko (Dálnice A4)        | 55                 |
| Dálnice A13  | Mapa Dálnice A13  | Harentals - Geel - Hasselt - Tongres                         | 112                |
| Dálnice A14  | Mapa Dálnice A14  | Antverpy - Gent - Aalbeke - Francie (Dálnice A22)            | 101                |
| Dálnice A15  | Mapa Dálnice A15  | Loncin - Charleroi - La Louvière                             | 103                |
| Dálnice A16  | Mapa Dálnice A16  | Mons - Tournai                                               | 35                 |
| Dálnice A17  | Mapa Dálnice A17  | Tournai - Roulers - Thourout - Bruggy                        | 67                 |
| Dálnice A18  | Mapa Dálnice A18  | Ostende - Francie (směr přístavní město Calais, dálnice A16) | 44                 |
| Dálnice A19  | Mapa Dálnice A19  | Kortrjik - Ypry                                              | 23                 |
| Dálnice A21  | Mapa Dálnice A21  | Antverpy - Turnhout - Nizozemsko (Dálnice A67)               | 48                 |
| Dálnice A25  | Mapa Dálnice A25  | Lutych - Nizozemsko (Dálnice A2)                             | 16                 |
| Dálnice A26  | Mapa Dálnice A26  | Lutych - Neufchâteau                                         | 102,5              |
| Dálnice A27  | Mapa Dálnice A27  | Lutych - Saint-Vith - Německo (Dálnice A60)                  | 61,5               |
| Dálnice A28  | Mapa Dálnice A28  | Obchvat Aarlen                                               | 3                  |
| Dálnice A54  | Mapa Dálnice A54  | Arquennes - Charleroi                                        | 24                 |
| Dálnice A112 | Mapa Dálnice A112 | Atverpská spojka                                             | 3                  |
| Dálnice A201 | Mapa Dálnice A201 | Bruselská spojka                                             | 9                  |
| Dálnice A501 | Mapa Dálnice A501 | Spojka La Louvière                                           | 5                  |
| Dálnice A503 | Mapa Dálnice A503 | Charleroiská spojka                                          | 3,5                |
| Dálnice A601 | Mapa Dálnice A601 | Lutyšská spojka                                              | 2                  |
| Dálnice A602 | Mapa Dálnice A602 | Lutyšská spojka                                              | 11                 |
| Dálnice A604 | Mapa Dálnice A604 | Lutych                                                       | 5                  |

### Hlavní okružní cesty
- R0 - Brusel
- R1 - Antverpy
- R2 - Antverpy
- R3 - Charleroi
- R4 - Gent
- R5 - Mons
- R6 - Mechelen
- R7 - Lutych
- R8 - Kortrijk
- R9 - Charleroi